# Fernand Ledoux (acteur)
Fernand Ledoux, volledige naam Jacques Joseph Félix Fernand Ledoux, (Tienen, 24 januari 1897 - Villerville, 21 september 1993) was een Frans acteur van Belgische afkomst. 

## Leven en werk

### Afkomst en opleiding
Ledoux werd geboren als de zoon van een wijnhandelaar. Hij volgde onderwijs in zijn geboortestad Tienen en daarna aan het kleinseminarie van Sint-Truiden. Tijdens de Eerste Wereldoorlog was hij aanvankelijk werkzaam bij het Rode Kruis. Daarop nam hij dienst als soldaat in het Belgisch leger. 
Na de oorlog trok hij naar Parijs om er lessen te volgen aan het Conservatoire national supérieur d'art dramatique waar hij een 'deuxième prix de comédie' behaalde. In die tijd nam hij de Franse nationaliteit aan.

### Toneel
Fernand Ledoux was een acteur die zijn hele leven lang voorrang gegeven heeft aan het theater alhoewel hij zijn bekendheid te danken had aan de film.
Hij debuteerde in 1921 in de Comédie-Française waar hij aanvankelijk bedacht werd met figurantenwerk en bijrollen. Tien jaar en veertig toneelstukken later kreeg hij eindelijk belangrijkere rollen toebedeeld. In 1938 startte hij samen met Pierre Dux en Alfred Adam een toneelcursus op.
Hij besloot in 1942 zijn werk voor de Comédie-Française op te schorten om niet hoeven te spelen voor de bezetter. Zo kon hij tijdens de rest van de jaren veertig een intense filmactiviteit ontplooien.
Hij trad opnieuw toe tot de Comédie-Française tussen 1950 en 1954 om onder meer Molière te spelen en te regisseren. Tien jaar lang, van 1958 tot 1967, gaf hij toneellessen aan het Conservatoire national supérieur d'art dramatique. Ondertussen bleef hij op de bühne te zien tot op hoge leeftijd.

### Film

#### Filmdebuut en doorbraak
Tijdens de Eerste Wereldoorlog was hij bevriend geraakt met Jacques Feyder toen deze als lid van het Franse legertoneelgezelschap voor de soldaten kwam spelen. Feyder merkte Ledoux wat later op aan het Conservatoire en bood hem zijn eerste rol (als politieagent) aan in La Faute d'orthographe (1919). 
De filmcarrière van Ledoux kwam echter pas op gang vanaf het einde van de jaren dertig. In 1936 mocht hij al aantreden naast Kozakkenleider Harry Baur in het historisch drama Tarass Boulba. In 1938 brak hij door, naast Jean Gabin, dankzij zijn rol van de bedrogen moorddadige onderstationschef in Jean Renoirs La Bête humaine, een misdaaddrama naar de gelijknamige roman van Émile Zola.

#### Productieve jaren veertig
Hij werd enkele jaren later nog twee keer gecast aan de zijde van Harry Baur, eerst als de achterdochtige handelaar in de komedie Volpone (Maurice Tourneur, 1941), vervolgens als de burgemeester in de misdaadkomedie L'Assassinat du Père Noël (Christian-Jaque, 1941). Datzelfde jaar werd hij door Jean Grémillon opnieuw gecast naast Jean Gabin (als het hoofd van de bemanning van diens sleepboot) in het drama Remorques.
In het drama Le Lit à colonnes (1942) kreeg hij zijn eerste hoofdrol. Hij vertolkte er een oneerlijke gevangenisdirecteur die zich het auteurschap toe-eigent van een opera die gecomponeerd werd door een gevangene (rol van Jean Marais). In de in de middeleeuwen gesitueerde fantasyfilm Les Visiteurs du soir (Marcel Carné, 1942) werd hij betoverd, verleid en te gronde gericht door Arletty, de gezante van de duivel. Nog in 1942 nam hij de titelrol van het drama Goupi Mains Rouges (Jacques Becker, uitgebracht in 1943) voor zijn rekening. 
In de politiefilm L'Homme de Londres (naar de gelijknamige roman van Georges Simenon, 1943) bezorgde regisseur Henri Decoin hem een derde hoofdrol. Tijdens de rest van de jaren veertig nam hij de ene na de andere hoofdrol aan in veelal minder bekende producties, onder meer onder regie van Christian-Jaque, Gilles Grangier en Jean Grémillon. In die tijd vertolkte hij ook de hoofdrol in de misdaadfilm Le Mystère Barton, de enige film die zijn landgenoot en scenarist Charles Spaak geregisseerd heeft. Als tegenspeelster mocht hij in die periode actrices als Annabella, Françoise Rosay, Suzy Delair, Madeleine Robinson en Renée Faure begroeten. 
Na de Bevrijding werd Ledoux een tijdje aan de tand gevoeld door het Verzet omdat hij aan het begin van de oorlog meegespeeld had in enkele films die door de Duitse filmmaatschappij Continental Films geproduceerd waren. Uit zijn verhoor bleek algauw dat Ledoux enkel professioneel gemotiveerd was.  

#### Jaren vijftig
In 1954-1956 belichaamde hij de knorrige Fransman van middelbare leeftijd in het tweeluik Papa, maman, la Bonne et moi (1954) en in Papa, maman, ma femme et moi (1956). Beide zedenkomedies werden fel gesmaakt door het publiek. In die periode gaf hij gestalte aan nog meer vaderfiguren. Hij was Claes, de vader van Tijl Uilenspiegel in de komische avonturenfilm Les Aventures de Till l'Espiègle (1956), gebaseerd op de schelmenroman De Legende van Uilenspiegel van Charles De Coster. In het historisch drama Christine (1958) was hij de vader van een wanhopig verliefde Romy Schneider.
Het in het medisch milieu gesitueerde psychologisch drama Les Hommes en blanc (Ralph Habib, 1955), toonde Ledoux als een van de mannen in het wit, een van zijn talrijke rollen als dokter. De film was een groot commercieel succes. Behalve dokter belichaamde Ledoux in de loop van zijn carrière dikwijls, met evenveel gemak en autoriteit, een edelman, een rechter, een procureur, een academicus, een burgemeester, een leraar, een militair, een apotheker of een geestelijke. 

#### Latere carrière
Vanaf het einde van de jaren vijftig werden zijn verschijningen schaarser. Hij nam voornamelijk nog bijrollen voor zijn rekening, zowel in enkele prestigieuze Engelstalige films uit het begin van de jaren zestig (The Longest Day, Freud en The Trial) als in films van gevestigde Franse cineasten als André Cayatte, Jacques Demy, Claude Chabrol en Jean Yanne. Hij speelde mee in de dramatische thriller Mille milliards de dollars (1982), het laatste commercieel succes van Patrick Dewaere. Hij verscheen een laatste keer op het grote scherm in Les Misérables (1982), Robert Hosseins versie van Victor Hugo's gelijknamige roman. In 1958 was hij trouwens ook aanwezig in Les Misérables, de versie van Jean-Paul Le Chanois.

### Televisie
Af en toe verscheen Ledoux ook op het kleine scherm, enerzijds in verfilmd toneel (in de reeks Au théâtre ce soir) en anderzijds in de hoofdrol van enkele literatuurverfilmingen van Molière, Maupassant, Balzac en Verne. In 1984 nam hij ook afscheid van de televisie. 

### Privéleven
Fernand Ledoux was gehuwd met Fernande Thabuy die hem twee zonen en twee dochters schonk.
Hij overleed in 1993 op 96-jarige leeftijd.

## Filmografie (ruime selectie)
- 1918 - La Faute d'orthographe (Jacques Feyder) (korte film)
- 1919 - Le Carnaval des vérités (Marcel L'Herbier)
- 1920 - Villa destin (Marcel L'Herbier)
- 1920 - L'Atlantide (Jacques Feyder)
- 1934 - Le Train de 8 heures 47 (Henry Wulschleger)
- 1935 - Folies-Bergère (Marcel Achard en Roy Del Ruth) (Franse versie van Folies Bergère de Paris van Del Ruth, 1935)
- 1936 - Mayerling (Anatole Litvak)
- 1936 - Le Vagabond bien-aimé (Curtis Bernhardt) (Franse versie van The Beloved Vagabond van Bernhardt)
- 1936 - Tarass Boulba (Alexis Granowsky)
- 1938 - La Bête humaine (Jean Renoir)
- 1938 - Alerte en Méditerranée (Léo Joannon)
- 1941 - Volpone (Maurice Tourneur)
- 1941 - Premier Rendez-vous (Henri Decoin)
- 1941 - Remorques (Jean Grémillon)
- 1941 - L'Assassinat du père Noël (Christian-Jaque)
- 1941 - Premier Bal (Christian-Jaque)
- 1942 - Le Lit à colonnes (Roland Tual)
- 1942 - Les Visiteurs du soir (Marcel Carné)
- 1943 - Untel père et fils (Julien Duvivier)
- 1943 - Goupi Mains Rouges (Jacques Becker)
- 1943 - L'Homme de Londres (Henri Decoin)
- 1945 - Sortilèges (Christian-Jaque)
- 1946 - La Fille du diable (Henri Decoin)
- 1946 - La Rose de la mer (Jacques de Baroncelli)
- 1947 - Danger de mort (Gilles Grangier)
- 1948 - Éternel Conflit (Georges Lampin)
- 1949 - Pattes blanches (Jean Grémillon)
- 1949 - Le Mystère Barton (Charles Spaak)
- 1952 - Les loups chassent la nuit (La ragazza di Triestre) (Bernard Borderie)
- 1953 - Un acte d'amour (Anatole Litvak)
- 1954 - Papa, maman, la Bonne et moi (Jean-Paul Le Chanois)
- 1955 - On ne badine pas avec l'amour (Jean Desailly)
- 1955 - Fortune carrée (Bernard Borderie)
- 1955 - Les Hommes en blanc (Ralph Habib)
- 1956 - Papa, maman, ma femme et moi (Jean-Paul Le Chanois)
- 1956 - La Loi des rues (Ralph Habib)
- 1956 - Les Aventures de Till l'Espiègle (Gérard Philipe en Joris Ivens)
- 1957 - Celui qui doit mourir (Jules Dassin)
- 1958 - Les Misérables (Jean-Paul Le Chanois)
- 1958 - Christine (Pierre Gaspard-Huit)
- 1959 - J'irai cracher sur vos tombes (Michel Gast)
- 1960 - Cartagine in fiamme (Carmine Gallone)
- 1960 - Recours en grâce (László Benedek)
- 1960 - La Vérité (Henri-Georges Clouzot)
- 1961 - The Big Gamble (Richard Fleischer)
- 1962 - The Longest Day (Ken Annakin, Andrew Marton, Bernhard Wicki en Darryl Zanuck)
- 1962 - Freud (John Huston)
- 1962 - The Trial (Orson Welles)
- 1963 - Le Glaive et la Balance (André Cayatte)
- 1965 - Up from the beach (Robert Parrish)
- 1968 - Sous le signe du taureau (Gilles Grangier)
- 1970 - Peau d'âne (Jacques Demy)
- 1973 - Moi y'en a vouloir des sous (Jean Yanne)
- 1973 - Bel ordure (Jean Marbœuf)
- 1973 - Les Granges Brûlées (Jean Chapot)
- 1974 - Les Chinois à Paris (Jean Yanne)
- 1977 - Alice ou la Dernière Fugue (Claude Chabrol)
- 1977 - À chacun son enfer (André Cayatte)
- 1982 - Mille milliards de dollars (Henri Verneuil)
- 1982 - Les Misérables (Robert Hossein)